# Eva Olmerová

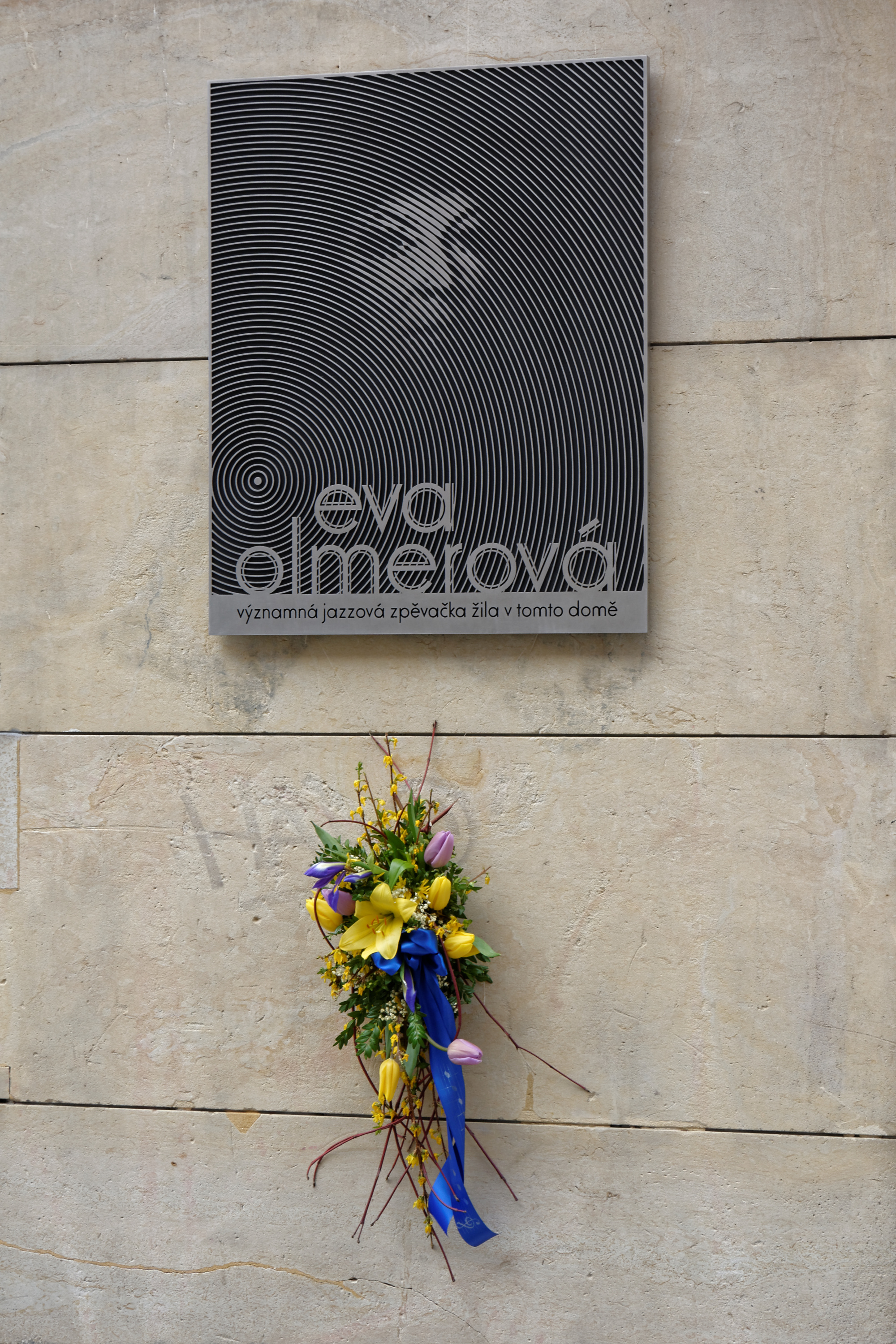
Eva Olmerová: Gedenktafel am Haus in Prag 6 – Bubenec, Eliášova 21, wo die Sängerin lebte

 Eva Olmerová (* 21. Januar 1934 in Prag; † 10. August 1993 ebenda) war eine tschechoslowakische Pop- und Jazzsängerin. Mit ihrer souligen Jazzstimme begeisterte sie das Publikum und wurde aufgrund ihrer Begabung mit der Sängerin Bessie Smith verglichen; politische Verfolgung und Drogen standen aber größerem Ruhm im Weg.

## Leben und Wirken
Olmerová entstammt einer bürgerlichen Familie; Großvater und Onkel waren für die Tschechoslowakische Exilregierung in England aktiv. Bereits als Sechsjährige erhielt sie Klavierunterricht; mit 14 Jahren entdeckte sie ihre Lust am Singen. Anfang der 1950er Jahre trat sie mit der Arnošt Kavka Band auf. 1951 wurde sie von der Geheimpolizei verhört und schikaniert, weil ihr Großvater im Büro von Präsident Edvard Beneš gearbeitet hatte und ihr Onkel während des Krieges bei der Royal Air Force diente. Ab 1957 sang sie in Prager Cafés, im Folgejahr prügelte sie sich mit einem Polizisten, was ihr eine Gefängnisstrafe einbrachte. 1962 holte sie Karel Mareš ins Prager Theater Semafor, wo aber anonyme Verleumdungen ihre weitere Karriere verhinderten. Dennoch gewann sie den Wettbewerb „Wir suchen Lieder für den Alltag“. Seit Ende 1963 durfte sie wieder öffentlich auftreten und arbeitete mit dem Traditional Jazz Studio. Nachdem sie 1966 Zweite beim Umfrage-Poll Zlatý slavík (Goldene Nachtigall) wurde, erschien 1968 ihr erstes Album Jazz Feelin’. Das zweite Album Eva Olmerová wurde hingegen aus politischen Gründen nur für den Export zugelassen.
Ihr Privatleben war chaotisch – sie begann zu trinken und wurde tablettensüchtig, was öffentliche Auftritte zunehmend schwierig machte. Nachdem sie 1972 einen Autounfall verursacht hatte, musste sie für 10 Monate ins Gefängnis. Dennoch arbeitete sie mit der Prague Big Band sowie Milan Svoboda und konnte weitere Alben aufnehmen. Seit 1978 sang sie in tschechischer Sprache und hatte mit Titeln wie „Černá kára“ (Die schwarze Karre), „Předejít čas“ (Die Zeit überholen) und „Čekej tiše“ (Warte leise) auch als Chansonsängerin Erfolg. In den 1980er Jahren trat sie auch mit der Metropolitan Jazz Band, den Steamboat Stompers und Senior Dixieland, in ihren letzten Lebensjahren mit Emil Viklický. „An der Kluft zwischen stimmlicher Einzigartigkeit und zerrüttetem Lebenswandel zerbrach die Sängerin schließlich.“

## Diskografie
- Jazz Feelin’ (Supraphon 1969, mit Karel Velebný und SHQ)
- Eva Olmerová & The Traditional Jazz Studio (Supraphon 1974)
- Zahraj i pro mne (Panton 1980, mit dem Jazzorchester des tschechoslowakischen Rundfunks)
- Vítr rváč (Panton 1983)
- Dvojčata (Supraphon 1987, mit Jitka Vrbová & Hot Jazz Prague)
- Svíčka a stín (Panton 1992)
- Legenda – Eva Olmerová, Sony (2008)